# Logotipo do Superman

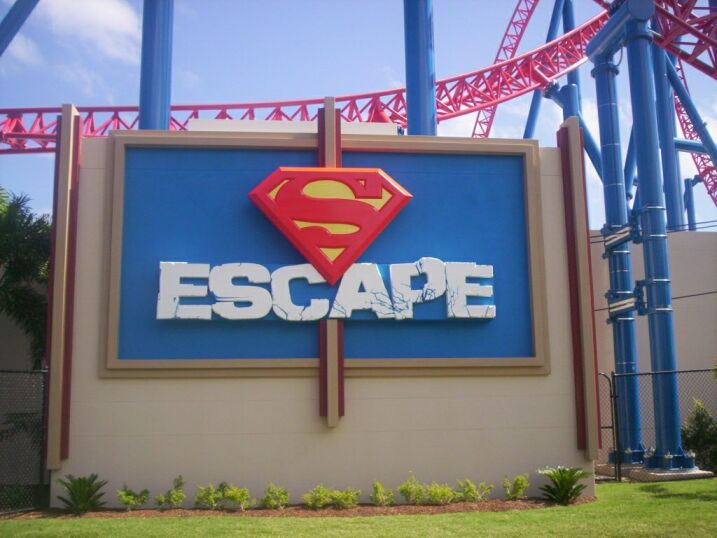
Logotipo do Superman em um parque de diversões.

Logotipo do Superman, S de esperança ou Símbolo de esperança e da Casa De El é a marca criada primariamente por Jerry Siegel e Joe Shuster este parecia o escudo da polícia na época.

## Representações
Inicialmente, a primeira alternativa sobre o símbolo foi mencionada em Superman, o Filme para mostrar sua descendência. Depois com a série The Man of Steel, o símbolo foi desenhado por Martha Kent. No livro Os Últimos Dias de Krypto de Kevin J. Anderson, é dito que é o símblolo da família El e é uma serpente presa em um diamante. E depois foi descoberto que o símbolo significa esperança para Krypton.

### Quem usa?
Muitos usam este símbolo, alguns antes e outros depois da Morte do Superman (estes em sua homenagem), sendo heróis e vilões e são eles:
- Kal-El
- Kal-L (Variante que parece uma fusão entre os símbolo de 1943 e 1944.)
- Supergirl
- Conner Kent (Variante em vermelho e preto.)
- Superboy Primordial
- Bizarro (Um S invertido similar a um Z em roxo e amarelo.)
- Superdog (Ele o usa como brasão pendurado em sua coleira, e também como estampa em sua capa.)
- Hank Henshaw (Uma combinação entre os símbolos da Sinestro Corps. e o S do Superman.)
- John Henry Irons
- Erradicador
- Jor-El (No filme de 1978.)
- Preus
- Zor-El (pai da Supergirl e irmão de Jor-El.)
- Ultraman (Uma variante diferente: Um S do Superman de cabeça para baixo com um U estampado.)[2]